# Avión de agricultura

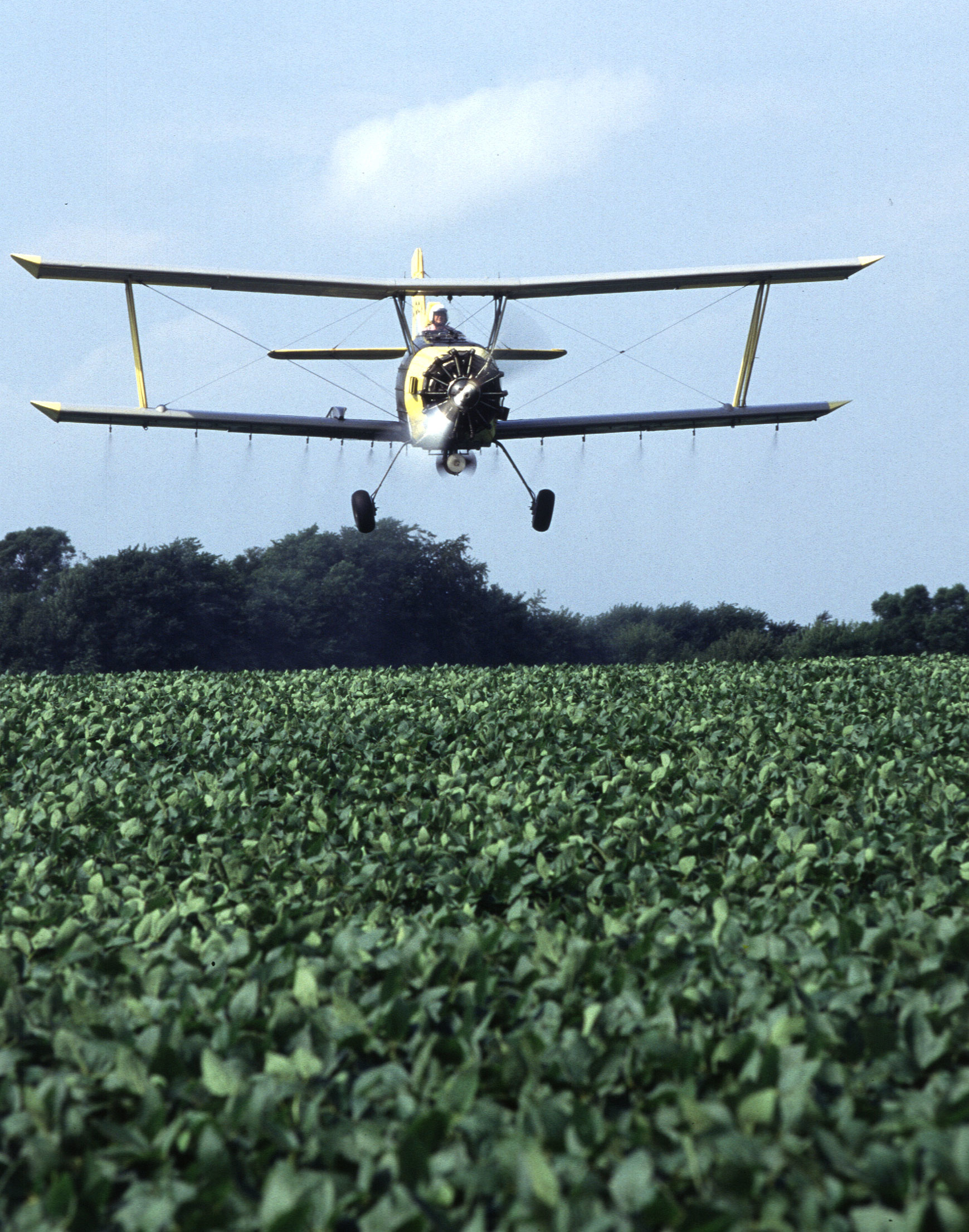
Un avión de agricultura fumigando cultivos de soja en Illinois (EE. UU.).

Un avión de agricultura es una aeronave que ha sido construida o convertida para uso agrícola – usualmente aplicación aérea de pesticidas (fumigación) o fertilizante (abono aéreo); en estos roles, son referidos como "fumigadores" o "fertilizantes". Los aviones de agricultura también son usados para hidrosiembra. 
Los aviones de agricultura más comunes son de ala fija, como el Air Tractor, el Cessna Ag-wagon, el Gippsland GA200, el Grumman Ag Cat, el PZL-106 KRUK, el M-18 Dromader, el PAC Fletcher, el Piper PA-36 Pawnee Brave, el Embraer EMB 202 Ipanema y el Rockwell Thrush Commander pero también su usan helicópteros. 

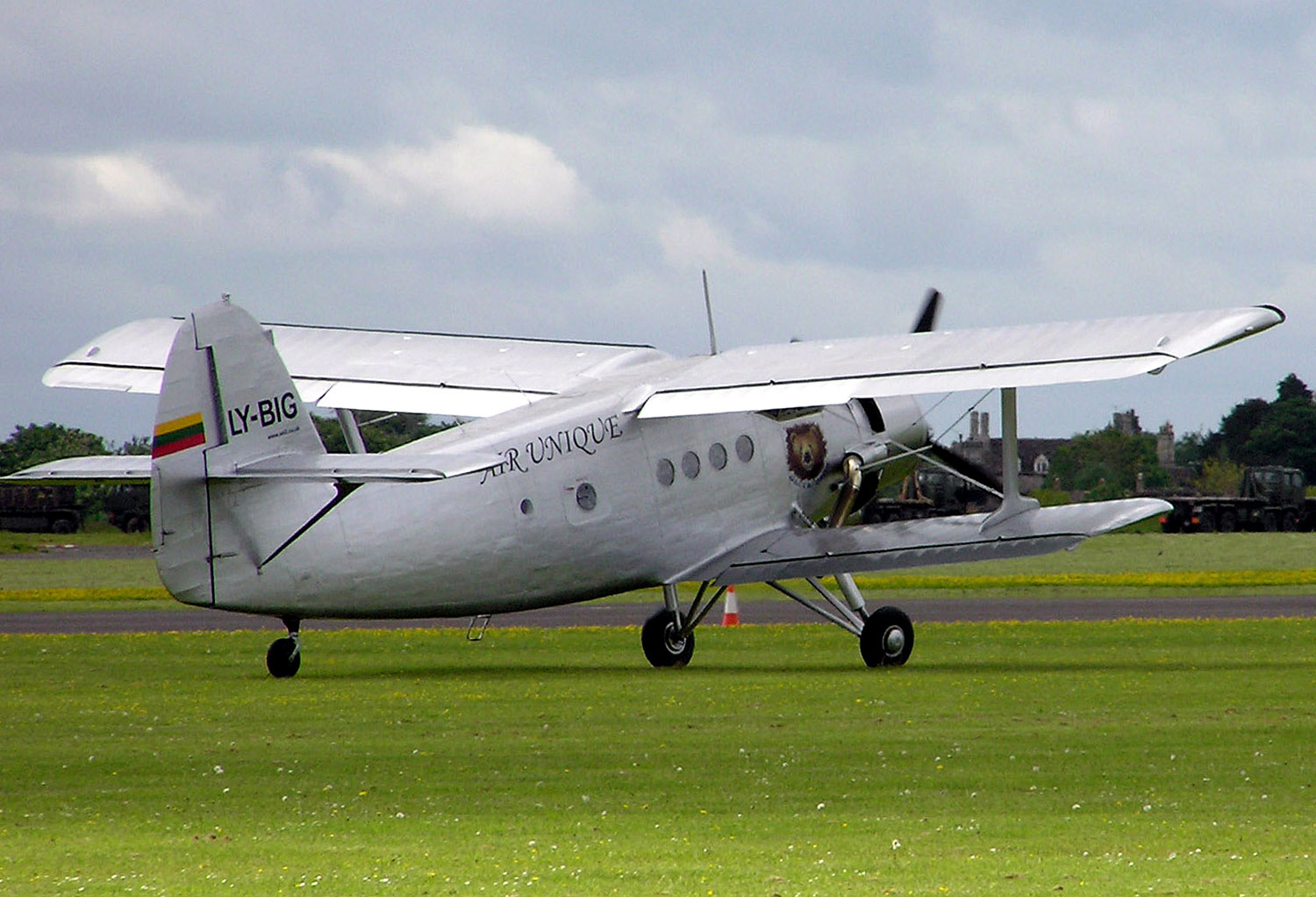
El Antonov An-2 fue el primer avión específico para la agricultura en ser fabricado en masa.
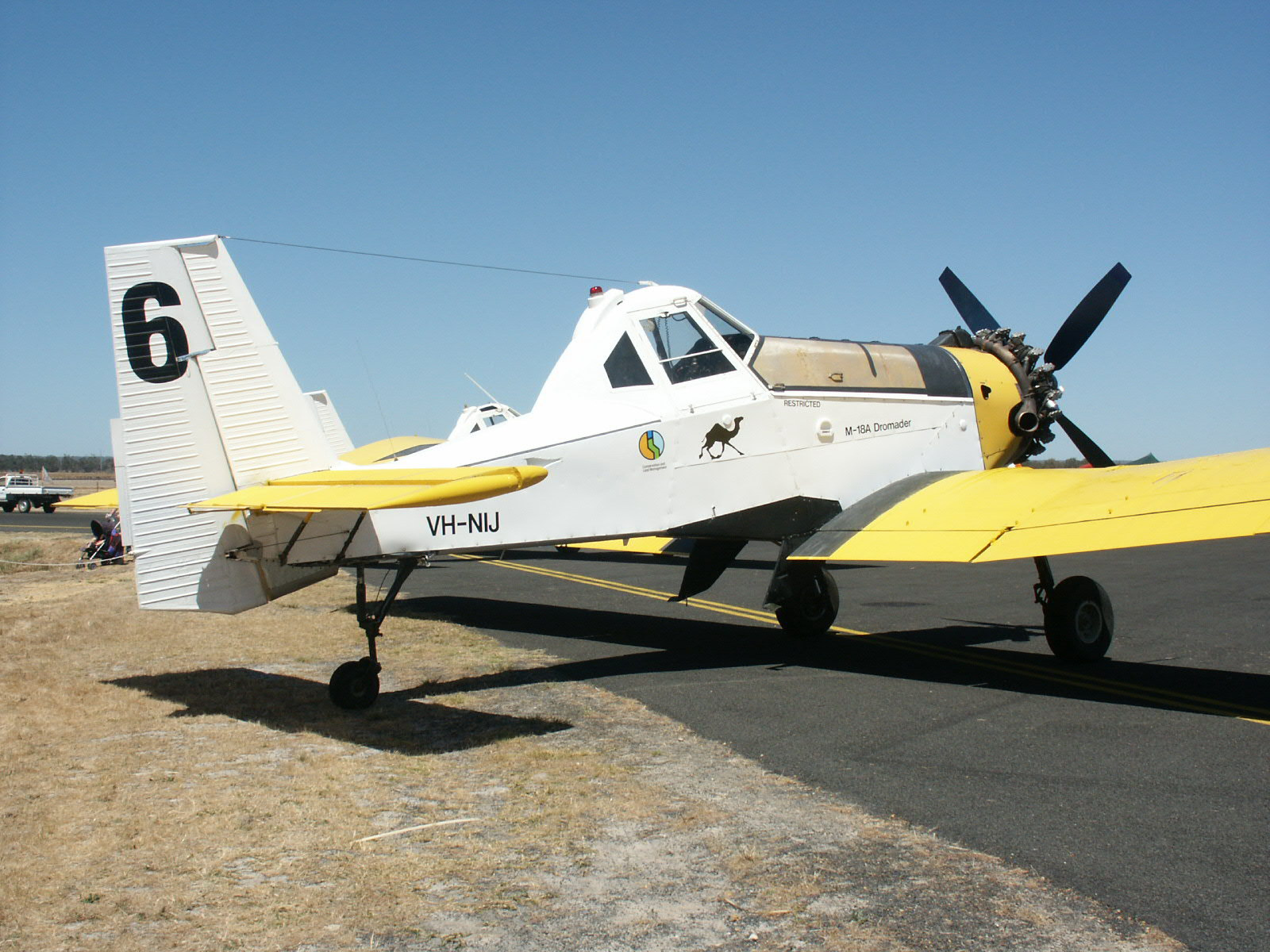
Un PZL M-18 Dromader polaco en Australia.